# Petit-Prince (satélite)
Petit-Prince, oficialmente (45) Eugenia I Petit-Prince, é a maior lua exterior do asteroide 45 Eugenia, que conta também com outro satélite denominado de S/2004 (45) 1.

## Descoberta
Esta lua foi descoberta no dia 1 de novembro de 1998 pelos astrônomos W. J. Merline, L. M. Close, C. Dumas, C. R. Chapman, F. Roddier, F. Menard, D. C. Slater, G. Duvert, C. Shelton e T. Morgan a partir do Telescópio Canadá-França-Havaí em Mauna Kea, Havaí. Inicialmente, ele recebeu a designação provisória S/1998 (45) 1. Petit-Prince foi a primeira lua asteroide a ser descoberta com um telescópio situado na superfície terrestre. Anteriormente, a única lua conhecida de um asteroide era Dactyl, descoberta pela sonda espacial Galileo, em torno do asteroide 243 Ida.

## Nome
Os descobridores escolheu o nome em honra do filho da imperatriz Eugênia, o Príncipe Imperial. No entanto, eles também destina uma alusão ao livro infantil O Pequeno Príncipe de Antoine de Saint-Exupery, que é sobre um príncipe que vive em um asteroide.
Em sua apresentação do nome para a União Astronômica Internacional, o descobridor justificou o duplo sentido, argumentando para semelhanças entre o Príncipe Imperial e o Pequeno Príncipe:
"Ambos os príncipes eram jovens e aventureiros, e tinha pouco medo do perigo. Ambos eram de estatura bastante pequena. Ambos deixaram os limites de seus pequenos mundos acolhedores (asteroide B612 para o Pequeno Príncipe e Chislehurst para o Príncipe Imperial). Ambos então empreendeu viagens longas para chegar na África, ao que ambos tiveram mortes violentas, em vez... E em ambos os casos eles colocam só por uma noite após cada "morte" e depois "voltou" de volta para casa... "

## Características físicas
O satélite Petit-Prince tem 13 km de diâmetro, em comparação com os 214 km de 45 Eugenia. Leva cinco dias para completar uma órbita em torno de Eugenia.